# Архимандрит Григорије (Траиловић)
Григорије (световно Андра Траиловић; Кобиље код Малог Црнића, 2. март 1933 — Манастир Острог, 4. децембар 2013) био је српски архимандрит и старешина Манастира Доњи Брчели.

## Биографија
Архимандрит Григорије (Траиловић), рођен је 2. марта 1933. године у Кобиљу, код Малог Црнића. На крштењу је добио име Андра. Растао је у сељачкој богомољачкој породици. Након четири разреда, која је завршио 1945. године напустио је школу. Остао је у селу Кобиље да помаже родитељима на имању.
Кад је у Кобиље на парохију, дошао млади свештеник Василије Веиновић, дечански монах, који је Андру узео за своје духовно чедо. Јеромонах Василије је на парохији остао само годину дана. Када је, 1953. године, отворен Манастир Горњак, добио је управу над њим. Са собом је повео и богожедног Андру.
Већ наредне 12. фебруара 1954. године од јеромонаха Василија, Андра је примио монашки постриг, добивши име Григорије, по светом Григорију Горњачком. Исте године, на Преображење Господње, 19. августа рукоположен је у чин јерођакона, а годину и по касније, на Света Три Јерарха 1956. године у чин јеромонаха.
Епископ браничевски Хризостом Војиновић, благословио је његову спремност на подвиг и дао му је канонски отпуст. У Манастир Ђурђеве ступове код Берана, примио га је Викарни епископ будимљански Андреј Фрушић, потоњи епископ бањалучки.
У Ђурђевим Ступовима јеромонах Григорије није дуго остао, као ни у Манастиру Ждребаонику потом, из Ждребаоника је прешао у Манастир Острог. У то вријеме у Острогу дивно је функционисала двогодишња Монашка школа, чији је управник био српски патријарх Иринеј Гавриловић.
Митрополит црногорско-приморски Данило Дајковић јеромонаха Григорија распоредио је у Манастир Прасквицу, а јеромонаха Никодима Комљеновића, прво, накратко, у Манастир Режевиће, па у Цетињски манастир.
Након превазилажења раскола у Српској православној цркви и ступања у евхаристијско јединство са Митрополијом новограчаничком, духовник оца Григорија док је овај још био Андра, Василије Веиновић, 1994. године изабран је за епископа милешевскога и на трону ове новообновљене епархије, као њен други епископ, остао је до упокојења 1997. године.
У Манастир Горње Брчеле, јеромонах Григорије дошао је 1977. године. Након двије године, 15. априла 1979, земљотрес му је разорио манастир и притјерао га је у Манастир Доњи Брчели, где је остао старешина пуне 33. године.
На Света Три Јерарха 12. фебруара 2004. године поводом 50 година од када је примио монашки постриг. Митрополит црногорско-приморски Амфилохије Радовић одликовао га је чином архимандрита.
Због болести митрополит Амфилохије је 2013. године архимандриту Григорију благословио да пређе у Манастир Острог. У Брчелима је био сам, а у Острогу је имао ко да брине о њему, па и онда када је то постала цјелодневна потреба.
Упокојио се 4. децембра 2013. године у Манастиру Острогу, а сахрањен је 6. децембра у Манастиру Доњи Брчели где је био старешина.